# Baredine di Buie
Baredine di Buie (o Baredine,in croato Baredine) è un insediamento di Buie, nella regione istriana.

## Storia
L'area sulla quale oggi sorge Baredine è stata abitata fin dalla preistoria. Ciò è dimostrato da alcune antiche iscrizioni e frammenti di roccia ritrovati nella zona. L'insediamento tra il XVI e XVII secolo venne abitato prevalentemente da famiglie contadine provenienti dalla Venezia Giulia e della Dalmazia. Successivamente Baredine entrò a far parte della Repubblica di Venezia poi, dopo le guerre napoleoniche passò sotto il dominio asburgico. Dopo il trattato di Rapallo Baredine entrò a far parte dell'Italia. Dopo la seconda guerra mondiale l'insediamento passò sotto il controllo del Territorio Libero di Trieste e poi fu annesso alla Jugoslavia. In questo periodo molti abitanti furono costretti a lasciare il paese per sfuggire alla pulizia etnica messa in atto dai soldati comunisti slavi. Nel 1991 Baredine fu annessa alla Croazia. Oggi si praticano l'agricoltura e l'allevamento, in particolare si coltivano ulivi, vite e mais.

## Società

### Evoluzione demografica
Nel 2011 si contavano 69 abitanti
divisi tra 22 nuclei familiari.